# Rocky Point
Rocky Point é um subúrbio da Costa Central de Nova Gales do Sul, na Austrália. Faz parte das áreas de governo local de Nova Gales do Sul. Situa-se a cerca de 68 km da capital Sydney, cobrindo uma área de 0,127 quilómetros quadrados. Rocky Point tem uma população registada de 262 (2021) residentes e está dentro do fuso horário do leste australiano Austrália/Sydney. Rocky Point marca o flanco norte do trecho de praia de Minnie Water.

## Habitantes conhecidos
- Bungaree, líder aborígene
- Nils Seethaler, etnólogo